# Улица Революции (Владикавказ)
Улица Револю́ции — улица во Владикавказе, Северная Осетия, Россия. Улица располагается в Иристонском муниципальном округе Владикавказа. Начинается от улицы Бутырина и заканчивается улицей Генерала Масленникова.

## Расположение
Улицу Революции пересекают улицы Максима Горького, Куйбышева, Джанаева, Маяковского, Никитина и Кирова.

## История
Улица образовалась в середине XIX века и впервые была отмечена на плане Владикавказа «Карты Кавказского края» как Мещанская улица. Упоминается под этим же названием в Перечне улиц, площадей и переулков от 1911 года.
На Мещанской улице находилась старообрядческая часовня, не сохранившаяся до нашего времени.

На улице Революции провел свое детство будущий прославленный полярный капитан Юрий Сергеевич Кучиев. По его воспоминаниям:
Во Владикавказе мы жили на улице Революции в одноэтажном доме с огромным шумным двором, в котором очень дружно уживались представители многих национальностей и люди разных вероисповеданий, где сопереживание в горе и в радости было естественной потребностью.
25 октября 1922 года Мещанская улица была переименована в улицу Революции.

## Значимые объекты

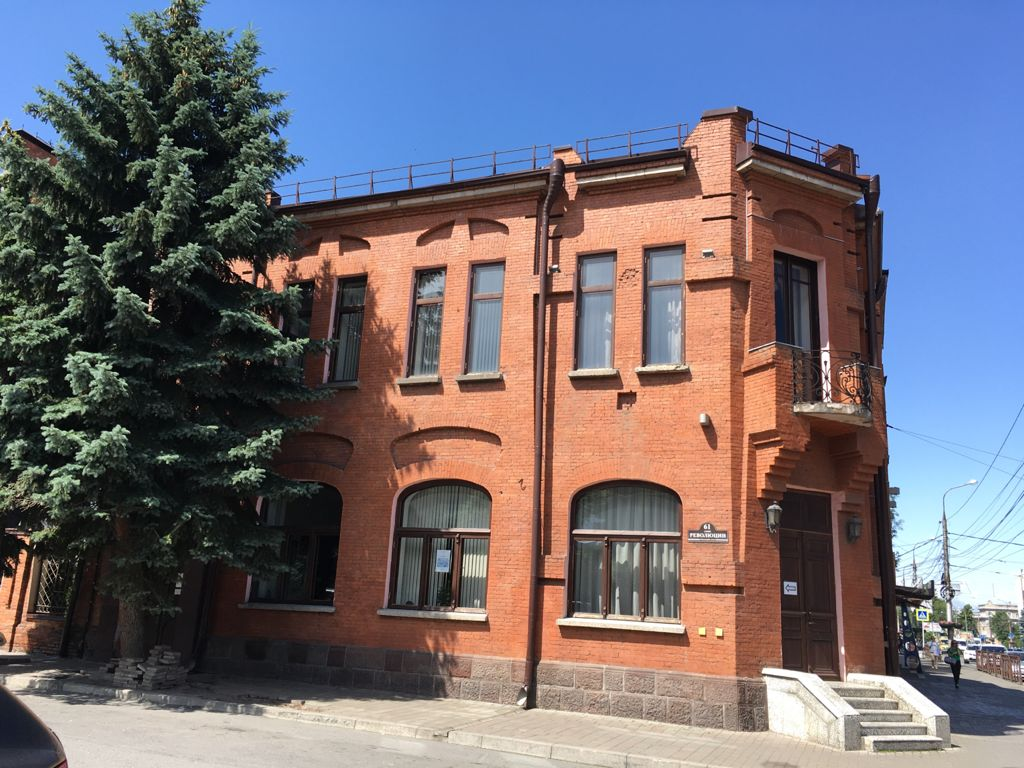
Дом 50 на улице Кирова/ Дом 61 на улице Революции

Памятники культурного наследия России
- д. 19 — памятник истории. Дом, где в 1930—1935 годах жил революционер и государственный деятель Заурбек Забеевич Калоев[5];
- д. 22 — памятник истории. Дом, где в 1917—1953 гг. жил и умер врач-окулист Лев Николаевич Гиждеу, где в 1930-х гг., 1955—1956 гг. жил участник борьбы за Советскую власть в Северной Осетии Иван Николаевич Ступников[5].
- д. 27 — памятник архитектуры[5];
- д. 30 — памятник архитектуры. Дом Тугановых[5];
- д. 44 — памятник истории. Дом, где в 1919—1967 гг. жил революционер, участник Гражданской войны Николай Михайлович Саламов[5].
- д. 60/ Маяковского 29 — памятник архитектуры. Доходный дом Д. В. Носкова[5];
- д. 61/ Кирова 50 — памятник архитектуры и истории[5]. Бывший дом Казарова. В прошлом в этом здании находились редакции газет «Казбек» и «Терек», главным редактором которой был Сергей Киров. Позже здесь был музей Кирова и Орджоникидзе. В настоящее время здесь находится Музей истории Владикавказа[6].

Другие объекты
- Здание бывшей гостиницы «Националь»

## Источник
- Владикавказ. Карта города, изд. РиК, Владикавказ, 2011
- Кадыков А. Н., Улицы, переулки, площади и проспекты г. Владикавказа: справочник, изд. Респект, Владикавказ, 2010, стр. 307—309, ISBN 978-5-905066-01-6
- Торчинов В. А., Владикавказ., Краткий историко-краеведческий справочник, Владикавказ, Северо-Осетинский научный центр, 1999, стр. 91, ISBN 5-93000-005-0
- Киреев Ф. С., Революции — Мещанская/ По улицам Владикавказа, Владикавказ, Респект, 2014, стр. 160—161, ISBN 978-5-905066-18-4.